# スモレンスクの戦い (1812年)
スモレンスクの戦い（英語：Battle of Smolensk、フランス語：Bataille de Smolensk、ロシア語：Смоленское сражение）は、1812年8月16日から8月18日に起こった戦いで、1812年にフランス帝国が敢行したロシア侵略の初期における大規模なものである。この戦いには、ナポレオン1世皇帝率いる大陸軍の約45,000人が、ミハイル・バルクライ・ド・トーリ将軍率いる約30,000人のロシア軍と戦った。ナポレオンは、ピョートル・バグラチオン王子率いる第2軍を追い払ってスモレンスクを占領し、またフランスの砲撃により、スモレンスクは全焼した。2,250棟の建物のうち84%が破壊され、無傷で残ったのは350棟のみであった。市中の15,000人の住民のうち、約1,000人が煙が立ち込める廃墟の中に残されることとなり、15,000人以上の犠牲者を出したこの戦いは、一連の戦役の中でも最も血なまぐさい戦いの1つであった。

## 背景

### ヴィーツェプスク作戦
ミハイル・バルクライ・ド・トーリ将軍率いるロシア第1西部軍（First Western Army）は、1812年7月26日よりナポレオン1世との戦い（ヴィーツェプスクの戦い）に臨んだものの決着がつかず、翌7月27日に同地より抜け出して、総力戦を避けることした。ナポレオンはロシア軍を戦いへ引きずり出せなかったことに不満を募らせながらも、大陸軍を改編し、落伍兵が追いついてくるのを待つために8月12日までヴィーツェプスクに留まった。ジャン＝アンドシュ・ジュノー将軍は傀儡国家のヴェストファーレン王国の王だったジェローム・ボナパルトに代わって大陸軍第8軍団（VIII Corps）の司令官となり、軍団は8月4日にヴォルシャ近くでナポレオン本隊に合流した。一方ロシア軍では8月3日、スモレンスクでピョートル・バグラチオンのロシア第2軍とバルクライの本隊たる第1軍が合流した後、軍事作戦の舞台は小康状態になった。

### フランス情勢
一連の作戦は断続的に5週間続き、フランス軍の主要な375000人の攻撃部隊は、諸因によって185000人にまで減少していた。ニコラ・ウディノ元帥とローラン・グーヴィオン＝サン＝シール将軍、ジャン・レニエ将軍、ヴィクトル・ド・フェイ・ド・ラ・トゥール＝モブール（Victor de Fay de La Tour-Maubourg）将軍のもと9万人の部隊が様々な任務のために分離したためである。ロシア軍はナポレオンの本隊に何千もの損失を与えたが、兵力削減の主な原因は戦略的消費であり、駐屯都市、街、要塞、前線の補給基地を守備する必要があったのである。
拙速な行軍を強いたことと補給用のワゴン付馬車隊の不調により、脱走が多発し、飢餓と病気、特に赤痢で数万人が犠牲になった。7月の灼熱の暑さは、水の貯えを減少させたうえ、放牧地がなく、馬車が十分な飼料を運べないため、大量の騎兵馬、輸送馬、去勢牛が死んだ。

### ロシア軍の計画

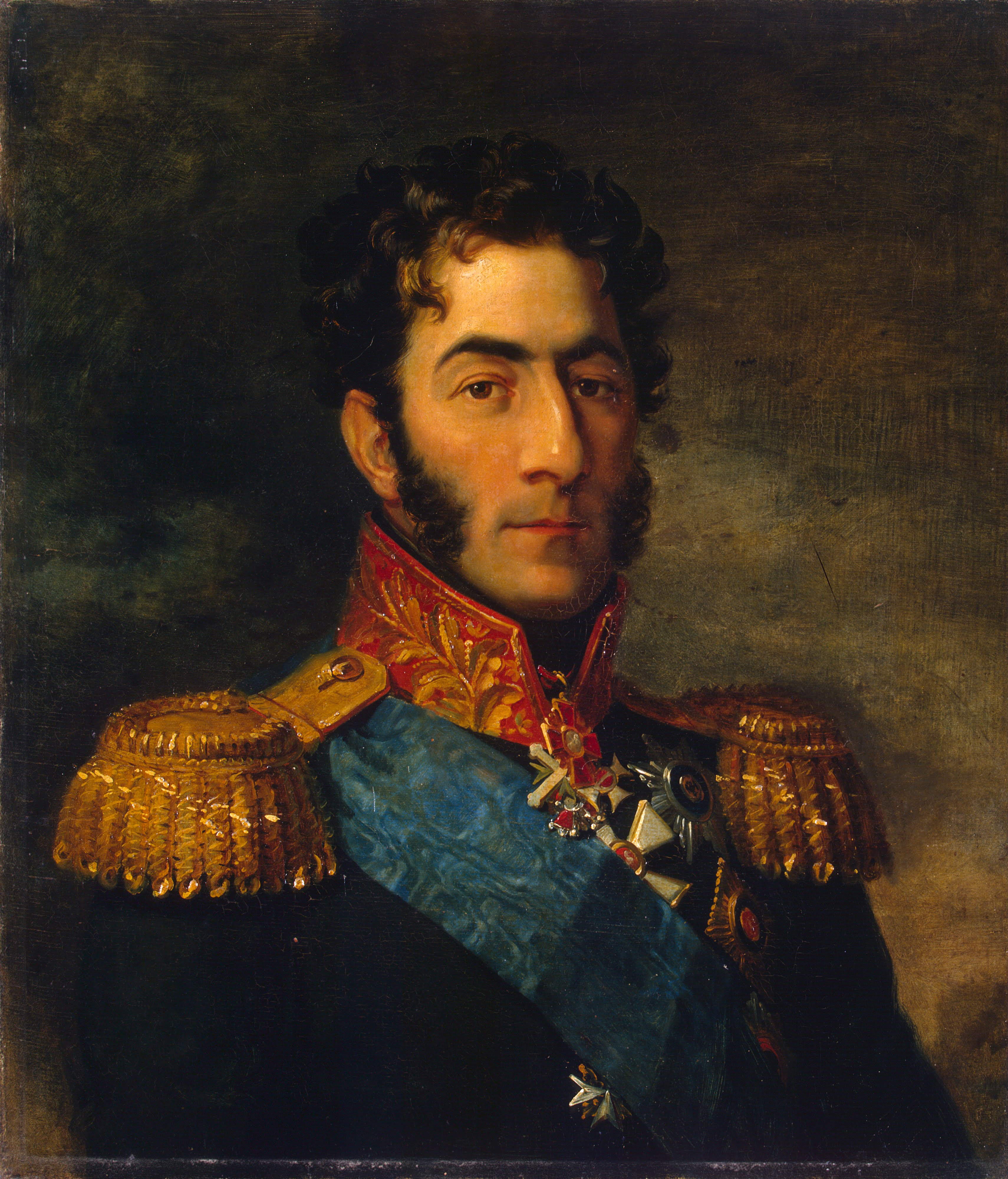
ピョートル・バグラチオン、この時進軍するナポレオン軍に対する攻撃を行うよう働きかけた。

ロシア上層部は、フランス軍の進攻により広大なロシア領を失ったことで危機的状況に陥り、同部では政権交代がなされることとなった。バグラチオンを中心とする攻撃的な「ロシア人」派は、ナポレオンに対し即時の全面攻撃を開始するよう要求した。この要求は、アレクサンドル1世と将校団の大部分によって支持された。バルクライ・ド・トーリを中心とする「外国人」派は、ドイツ系将校を中心に構成され、仏軍の攻撃を弱めるべく、遅延と撤退を行う現状の政策の継続をすることを主張した。武力による威嚇を含む上下からの強い圧力によって、バルクライは8月6日の攻撃に同意した。仏軍の陣容を知らなかったバルクライは、ルドニア（Rudnia）付近で孤立したウジェーヌ・ド・ボアルネ副王の軍団と思われるものを、側面から回り込んだうえで破壊し、ウジェーヌの救援に来たフランス軍にさらなる損害を与えるつもりであった。ロシア帝国陸軍のカール・フォン・クラウゼヴィッツは、作戦の成功の可能性についてこのように考えていた。
«Хотя это наступление русских едва ли привело бы к действительной их победе, то есть к такому сражению, в результате которого французы были бы вынуждены, по меньшей мере, отказаться от дальнейшего продвижения или даже отойти на значительное расстояние, но всё же оно могло развиться в отчаянную схватку…
Всё предприятие в целом дало бы в конечном результате несколько блестящих стычек, значительное число пленных и, быть может, захват нескольких орудий; неприятель был бы отброшен на несколько переходов, и, что важнее всего, русская армия выиграла бы в моральном отношении, а французская — проиграла бы. Но добившись всех этих плюсов, всё же, несомненно, пришлось бы или принять сражение со всей французской армией, или продолжить своё отступление».
（「このロシアの攻撃は、真の勝利、すなわちフランス人が少なくともそれ以上の前進を拒否したり、さらにはかなりの距離を移動せざるを得なくなるような戦いには至らなかったが、それでも絶望的な戦いに発展する可能性があった...
全体としては、少なからずの輝かしい戦い、多くの捕虜、そしておそらくは武器を押収したこともあっただろう。敵はいくつかの通路で撃退され、最も重要なことに、ロシア軍は道徳的に勝ち、フランス軍は負けたことだろう。しかし、これらをすべて達成したとしてもなお、フランス軍全体との戦闘を受け入れるか、撤退を続けるかのどちらかが必要だっただろうことは間違いない。」）—Клаузевиц, Карл фон（カール・フォン・クラウゼヴィッツ）
バルクライは8月7日にルドニアとポレーチエ（Поре́чье、1918年改称し現デミドフ）に進攻した。マトヴェーイ・プラートフ伯爵のコサックは同日、インコヴォ（Incovo）付近でホラス・セバスティアーニ（Horace François Bastien Sébastiani de La Porta）将軍の騎兵隊をして大敗せしめ、600名のフランス兵を斃した。8月8日、バルクライはウジェーヌの軍団がポリエシュにいるという嘘の情報を受け、自軍の半分をして北面させ、同日にはインコヴォの戦いから戻ったプラトフがバルクライの軍に復帰した。バグラチオンはヴィドラ（Vidra）に移動することになっていたが、フランス元帥ルイ＝ニコラ・ダヴーの左翼への脅威を恐れて命令に従わず、自軍が飢えと病に苦しんでいると言明し、スモレンスクに移動した。バルクライはこれを止めることができず、自軍の兵力を調整するのみであった。8月11日、バルクライはその場に留まり、ナポリ王ジョアキーノ1世（仏軍人ジョアシャン・ミュラのナポリ王としての名前）率いるフランスの騎兵隊と前哨戦を行っただけであった。8月12日、バルクライの斥候はポリエシュに軍のいないことを発見し、プラトフにフランスの動きを偵察するよう指示した。ロシア軍の攻撃は将軍たちの意見の不一致、およびバルクライが動かなかったこととその行った無意味な行軍のために失敗し、ロシア軍は時間を浪費した。

### フランスの計画

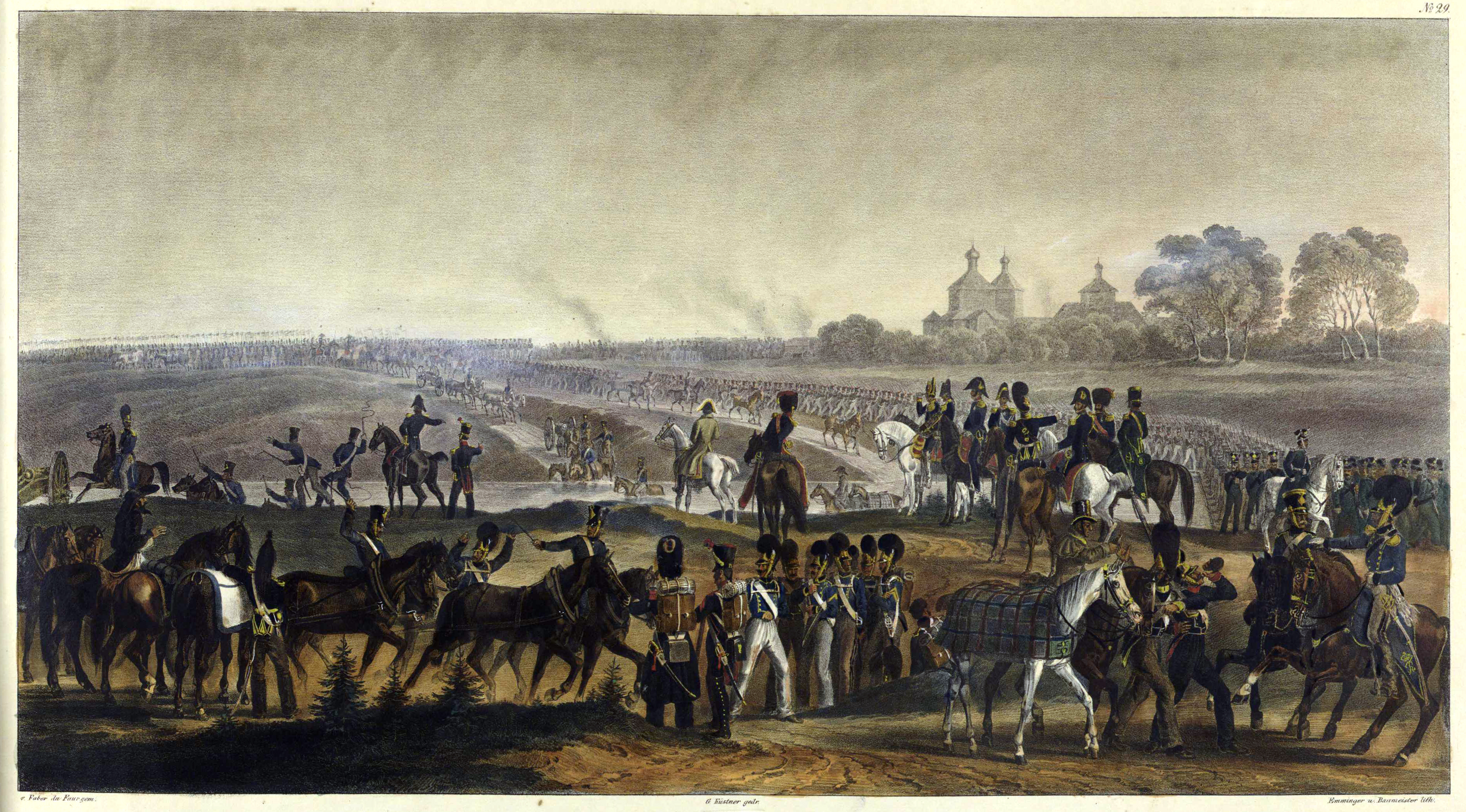
大陸軍は8月14日ファーバー・デュ・ファウル（Christian Wilhelm von Faber du Faur）のもとドニエプル川を横断した。

ナポレオンはロシアの攻勢を予期しており、ロシア軍を包囲して全滅させる絶好の機会だと考えていた。そしてジャック・マクドナル元帥にダウガヴァ川を渡ってニコラ・ウディノの軍団を助けるよう指示し、ウディノとローラン・グーヴィオン＝サン＝シールにはピョートル・ヴィトゲンシュテイン公の2万人の軍団を攻撃し、バルクライ援護を阻止するよう命じた。ナポレオンは、後にスモレンスク計画（Smolensk maneuver）と呼ばれる、バルクライの軍の側面を南から回り込み、ロシア軍をモスクワから切り離し、孤立したロシア軍を壊滅させて戦争を終結させることを目的とした見事な作戦を思いついた。
8月7日のインコヴォでの戦闘行為は、ナポレオンからするとロシア軍による即時攻撃の前触れも同然であった。事態を憂慮したしたナポレオンは、第三軍団（III Corps）を中心に防御態勢を敷いた。バルクライの作戦は遅行を極め、ナポレオンは8月10日までに脅威が去ったと確信、作戦を続行した。ヴィーツェプスクにはフランスの後方連絡線を保護するべく3800人が駐留し、後に7000人に増員された。ナポレオンはバルクライの正確な位置を知らず、本能にしたがって行動していた。大軍はナポレオンとダヴーが指揮する2つの巨大な隊列で前進する予定であった。ナポレオンの隊列はジョアシャン・ミュラの騎兵隊、フランス帝国親衛隊、第三軍団、第四軍団から、ダヴーの隊列は第一軍団、第五軍団、第八軍団から構成され、それぞれロザスナ（Rosasna）、オルシャ（Orsha）ドニエプル川を渡ることになっていた。渡河後、部隊はドニエプル川の左岸を東に進み、北に回ってスモレンスク・モスクワ間の道路を断ち、孤立したロシア軍を全滅させ、ラ・トゥール＝モブール（Victor de Fay de La Tour-Maubourg）の騎兵隊は、陽動としてドニエプル川を下って攻撃するという作戦だった。ナポレオンの軍隊の展開は、エマニュエル・ド・グルーシー、エティエンヌ・ド・ナンスーティー（Étienne Marie Antoine Champion de Nansouty）、ルイ・ピエール・ド・モンブリュンの3将軍の騎馬隊が分厚い遮蔽になっていたので、ロシア軍から隠されたままであった。ジャン＝バティスト・エブレ将軍率いるフランスの軍事技師団は、8月13日から14日の夜、ロサスナ付近のドニエプル川に4つの舟橋を架け、夜明けまでに17万5000人の大軍がスモレンスクに向けて急速に進軍した。

### クラスノイの戦い

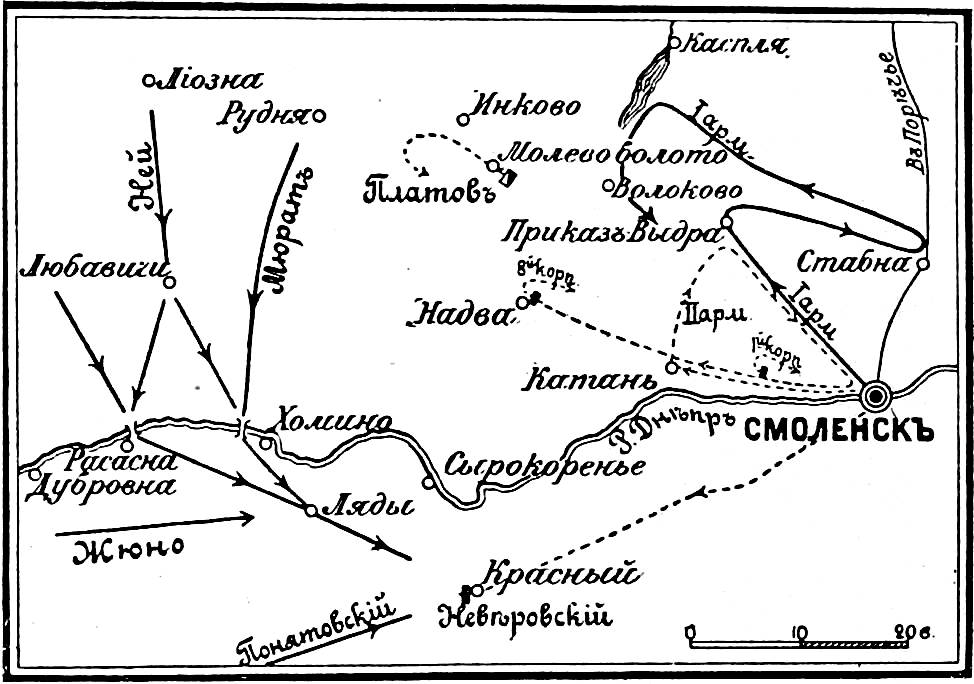
クラスノイの戦いにおける陣容

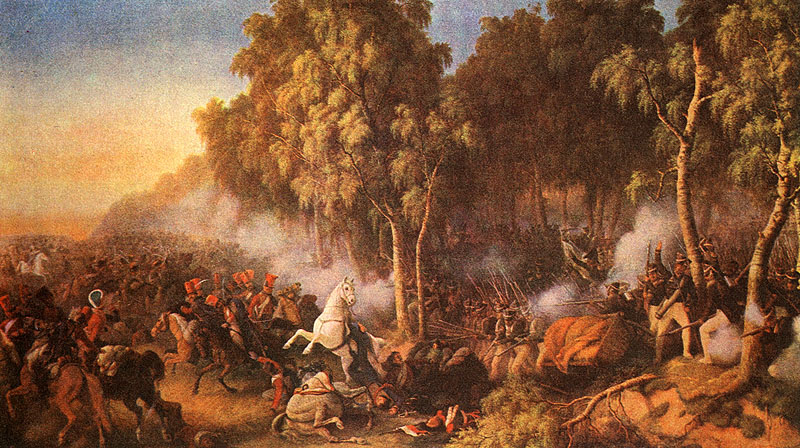
クラスノイでのネヴァロフスキー将軍、ペーター・フォン・ヘスによる絵画。

バルクライはネヴァロフスキー少佐の第27師団を、一部の騎兵と大砲（兵）とともにクラスノイ（Krasny）の警備に当たらせていた。コサックの前哨部隊が知らせた通り、この歩兵5,500〜7,200人、騎兵1,500人、大砲10〜14門からなる部隊は、8月14日午後2時半ごろからジョアシャン・ミュラとミシェル・ネイ元帥率いるフランス兵2万人に攻撃されたが、1500～2300人の兵と7丁の銃を犠牲に敵中を逃げ果せた。この時フランス兵も500が亡くなっている。フランス軍にはロシア軍を全滅させる絶好の機会が何度もあったものの、結局攻めあぐねた。ネヴァロフスキーはスモレンスクに退却し、後方の門を閉ざした。フランス軍はすぐにスモレンスクを占領することができず、作戦に悲惨なまでの遅れが生じた。一方で、ネヴァロフスキーはバグラチオンに援軍を要請し、スモレンスクに進軍予定だったものの、メクレンブルク公だったカール・アウグスト・クリスチャン・ツー・メクレンブルク（Karl August Christian zu Mecklenburg）の第二師団の遅れにより進軍が遅れていたニコライ・ラエフスキーの第七軍団を預かり、翌8月15日の朝に到着してスモレンスク近くのドニエプル川南岸を守らせた。
バルクライはネヴァロフスキーからフランスの攻撃を知った。バルクライはナポレオンの攻撃を撤退ととって、ヴィーツェプスクの攻略を準備し、バグラチオンに対してはドニエプル川沿いを南下するよう命じた。しかしバグラチオンはスモレンスクにいる軍や、ネヴァロフスキー、ラエフスキーが危険であることを指摘して拒否した。バグラチオンは代わりにバルクライからドニエプル南岸のカタン（Katan）に展開する許可を得た。バルクライは将軍ドミートリー・ドフトゥローフの軍団にバグラチオンとの合流を命じ、当時のスモレンスク県の知事には公文書館からの退去を指示した。ナポレオンの位置が分からなかった為、バルクライは決定的な行動をとらなかった。皇帝アレクサンドル1世は指揮権をバルクライに譲って軍を去り、スモレンスクの防衛を命じた。バルクライはバグラチオンと一緒にヴィーツェプスクからスモレンスクへの道を急ぐことにした。ナポレオンは作戦全体がどう転ぶか分からない中で、十分な行動をとらず、代わりに24時間の進軍停止を命じた。この戦いはフランス軍の進撃自体には大きな影響を与えなかったものの、大規模な戦闘が起こったことでフランス軍主力の位置や方向が分かったとの指摘がある。

### 8月15日
8月15日から16日にかけての夜、ニコライ・ラエフスキーは15000の兵を率いてスモレンスク郊外を占拠した。病院からは数百人の療養者と軽傷者が運び出された。バルクライとバグラチオンが30〜40kmほど離れたところにいたので、支援が可能にあるのは翌日以降のことで会った。

## 経過

### 8月16日

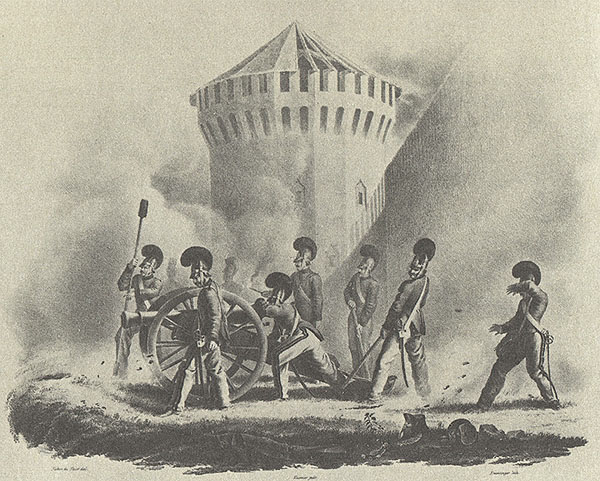
8月18日にスモレンスクで活動中のフランスの大砲・砲兵、従軍したファーバー・デュ・フォールによる絵画

スモレンスクは、西側からモスクワへと至る主要な侵攻ルート上にある、人口12,600人の要塞都市で、堡塁の塔と厚い石垣で守られていた。ドニエプル川がその中央を流れる市内の生神女就寝大聖堂（生神女就寝大聖堂 (スモレンスク)を参照）には、東方正教会で最も崇拝されている聖ルカによる「スモレンスクの聖母（Hodegetria）」のイコン（「スモレンスクのイコン」）が納められていたため、ナポレオンはロシア軍が破壊を避けるために都市の外で戦うと想定していた。8月16日、フランス軍はバグラチオン軍がスモレンスクに駐留しているのを発見、この軍はその後バルクライとロシア軍本隊が到着し、さらに拡大した。
本戦は8月16日に行われた。最初のフランス軍偵察隊は2市の郊外を占領したが、ロシア軍を戦場に引きずり出すことはできなかった。続けてナポレオンは3つの軍団と大砲200門で総攻撃を命じた。初めのうちは首尾よく進み、激しい砲撃はスモレンスクの街を火の海に沈めた。フランス軍は城壁を登るための梯子や登攀用の器具を持たず、ロシア軍の大砲の反撃にあった。日没までには、街のほとんどが燃えてしまった。

### 8月17日

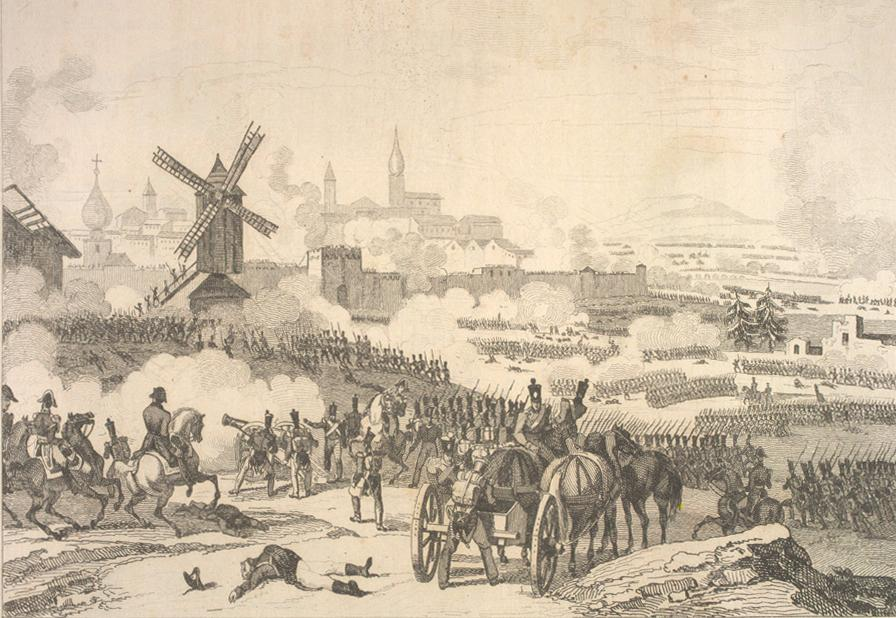
フランス軍部隊がスモレンスクを襲撃。

夜、ラエフスキーの軍団はドフトゥローフの歩兵第六軍団と交代し、さらにドミートリー・ネヴレフスキーの第二十七師団、ピョートル・ペトロヴィッチ・コノウニツィン第三師団、そしてウワーロフ（Уварова）将軍騎兵が配置された。都市を囲う石造の城壁の下に予備軍が置かれ、ドニエプル右岸の高台にいる守備隊を支援するために、城壁前の土塁に強力な砲台が設置された。
バルクライは軍を守るため、弾薬庫と橋をすべて破壊し、退却の支援を2日間支援するための小規模な軍隊を残して街を放棄した。翌8月17日の夜明け頃、グランダルメのポーランド軍が城壁の突破に成功し、数時間後にフランス軍本隊がスモレンスク市内に侵入した。同日午後2時頃、ナポレオンはユゼフ・ポニャトフスキのポーランド軍団に対して、モロホフスキー門と東部郊外をドニエプル川まで攻撃するように命じた。ポーランド軍団は郊外こそ容易に攻略せしかど、スモレンスク市内に侵入することはできないままでいた。ポニャトフスキはロシア軍の通信を遮断するため、ドニエプル川の橋に大砲を撃つよう命じたが、対岸のロシア砲兵によってポーランド軍団は砲撃を止めさせざるを得なくなった。この日、スモレンスクの部隊を視察していたアレクセイ・ペトロヴィッチ・イェルモーロフ将軍の回想によると、ポーランド軍団はロシアの砲撃で特に大きな損害を受けたという。バルクライは川の対岸に兵力を保持し、8月18日の夜まで渡河を防いだ。
ルイ＝ニコラ・ダヴーの部隊は、ポニャトフスキのポーランド軍団の支援を受けながら、スモレンスクの城門に対して不断に攻撃を行い、乾いた堀を越えて、ロシア軍を市内に押し戻した。郊外を支配することができないロシア軍は、要塞の城壁の中で戦うこととなった。ロシア軍は砲撃を行い、フランス軍は壁の下に身を隠したが、ライフル銃の攻撃で死傷者を出した。その後、ヴュルテンベルク公国のオイゲン率いる第4歩兵師団がロシア軍司令官のドミートリー・ドフトゥローフを支援のために参陣し、事態の収拾がようやくつくこととなった。第4師団のイェーガー連隊は城壁を越えて、フランス軍の猛攻を狙撃により食い止めた。スモレンスクのために戦ったロシア兵は25,000人にも及んだ。午後8時、ナポレオンは一度も要塞を突破することなく、軍隊を呼び戻すと、市街に対して100門の大砲を設置・砲撃を開始した。スモレンスクの街は炎に包まれ、何千人もの難民が馬車で街中を移動し逃げ回ることとなった。夜中にフランス軍の攻撃は再度撃退され、スモレンスクとドニエプル川にかかる橋は、ロシアの手に残った。この日、ロシア軍は4,000人の兵士を失い、市街地はほぼ完全に破壊された。

### 8月18日以降
8月17日夜から翌18日にかけて行われた戦略会議では、さらなる行動への様々な選択肢が示された。スモレンスク防衛の継続や、場合によってはフランスに対する反撃も検討されたが、最終的に焼け野原となった都市の防衛を続けるのは得策ではないと判断された。クラウゼヴィッツは同日、この状況について下のような言葉を残している。
«Барклай достиг своей цели, правда, чисто местного характера: он не покинул Смоленска без боя… Преимущества, которыми располагал здесь Барклай, заключались, во-первых, в том, что это был бой, который никоим образом не мог привести к общему поражению, что вообще легко может иметь место, когда целиком ввязываются в серьёзный бой с противником, обладающим значительным превосходством сил… Потеряв Смоленск, Барклай мог закончить на этом операцию и продолжить своё отступление».
（「バルクライはその目的を達成したが、それは純粋に局所的なものであった。彼は戦わずにスモレンスクを離れることはなかった。バークレーにとって好都合だったのは、第一に、この戦いが決して全面的な敗北をもたらさなかったことであった。戦力がかなり優勢な敵との本格的な戦いに巻き込まれた場合には容易に起こり得ることであった。スモレンスクを失った後、バルクライは作戦を完了し、撤退を続けることができた」）—Клаузевиц, Карл фон（カール・フォン・クラウゼヴィッツ）
8月17日夜から18日にかけて、ロシア第1軍はポレーチエ（現デミドフ）への道を北上して撤退し、ドフトゥローフはスモレンスクの掃討と橋の破壊に成功した。18日朝、フランス軍は砲兵隊の支援を受けて橋近くの浅瀬よりドニエプル川を渡り、焼け野原となったサンクトペテルブルク郊外を占拠した。ロシア軍の後衛はフランス軍を追い払おうとしたが失敗し、橋も再建された。バグラチオンはスモレンスク近郊のヴァルティナ山の陣地を放棄し、モスクワ街道をドロゴブージまで進み、ドニエプル川にかかるソロビョフカの浅瀬（Соловьёвская переправа）まで移動し、第1軍への道を切り開いたのだ。バルクライの軍は、まずポレーチエ方面に北上し、その後南下してモスクワ街道に達するという迂回路をたどった。スモレンスクからモスクワへの道は、アレクサンダー・アレクセイヴィッチ・トゥチコフ4世少将が指揮する数千人の後衛がカバーしていたが、ネイ元帥率いるフランス軍の前衛が激しく攻撃してきた。
8月19日には、第1軍全体のモスクワ街道到達を目標に、バルクライがコロドニ川（Колодня）近くのヴァルティナ山付近で血みどろの防衛戦を展開した（ヴァルティナ山の戦い）。クラウゼヴィッツはこの戦いを下のように評価した。

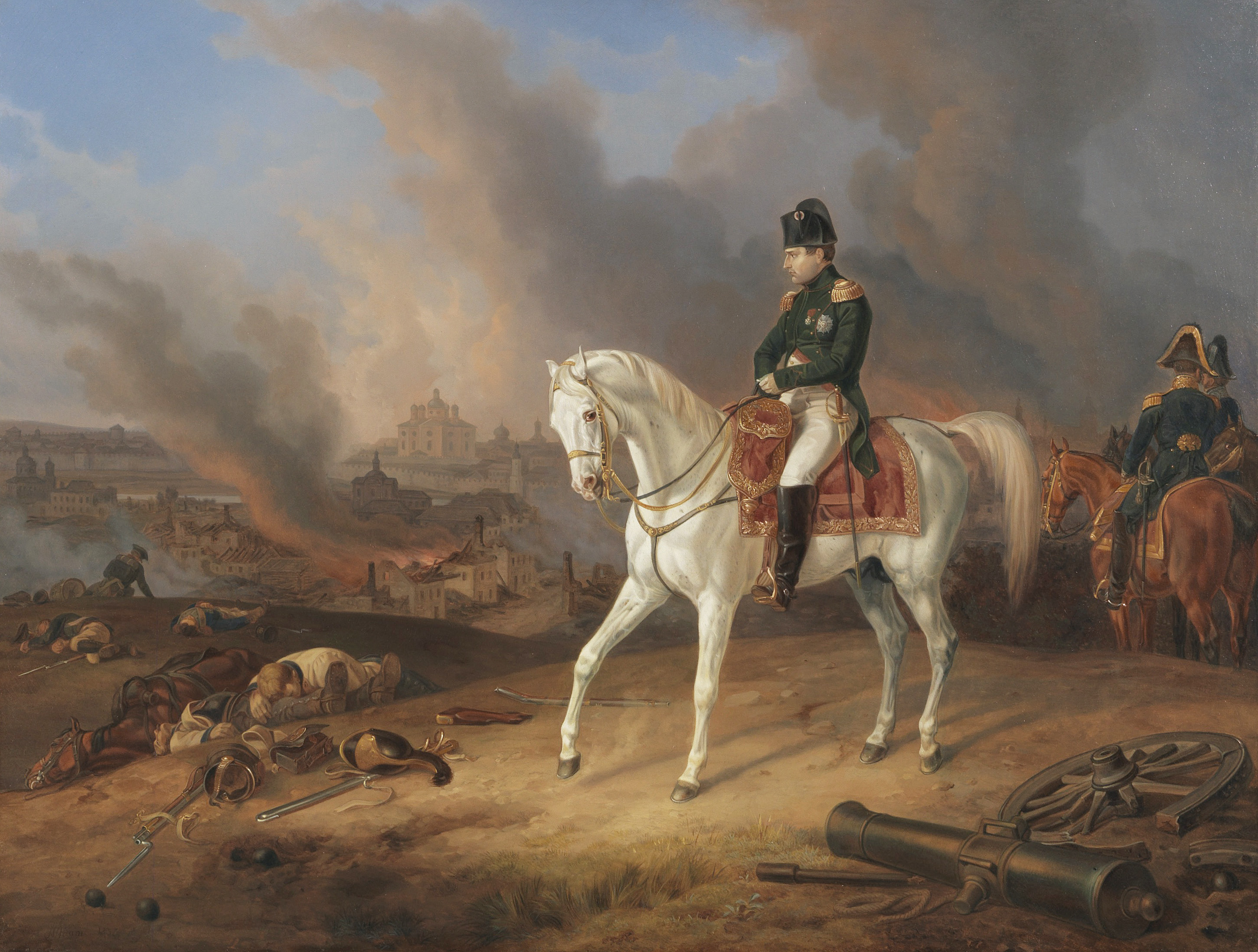
スモレンスクを燃やす前のナポレオン、アルブレヒト・アダムによる油彩画（1836年）。

Здесь мог произойти лишь частный бой, который не мог внести изменения в общее положение обеих сторон, выражавшееся в наступлении французов и отступлении русских… Бои под Смоленском, как мы видели, приняли форму и оборот, вполне отвечавшие для русских смыслу кампании 1812 г., однако, даны они были большей частью из побочных сражений и без отчётливого понимания перспектив этой кампании.（スモレンスクの戦いは、これまで見てきたように、1812年の作戦に対するロシアの意図にかなりふさわしい形と展開を見せたが、ほとんどが主戦ではなく、この作戦の見通しを明確な理解のないまま、与えられたものであった。）—Клаузевиц, Карл фон（カール・フォン・クラウゼヴィッツ）

## 影響
アレクサンドル1世は、不評だったバルクライに代わってクトゥーゾフを任命し、8月29日にツァリョーヴォ＝ザイミシェ（Tsaryovo-Zaymishche）で軍を指揮し、部下に戦闘の準備を命じた。クトゥーゾフは、バルクライの退却の判断は正しかったと考えていたが、皇帝やロシア軍、そしてロシアはこれ以上の退却を受け入れることができなかった。彼に課せられた東へ戦場を探すという命令は、その後のボロジノの戦いへとつながっていく。

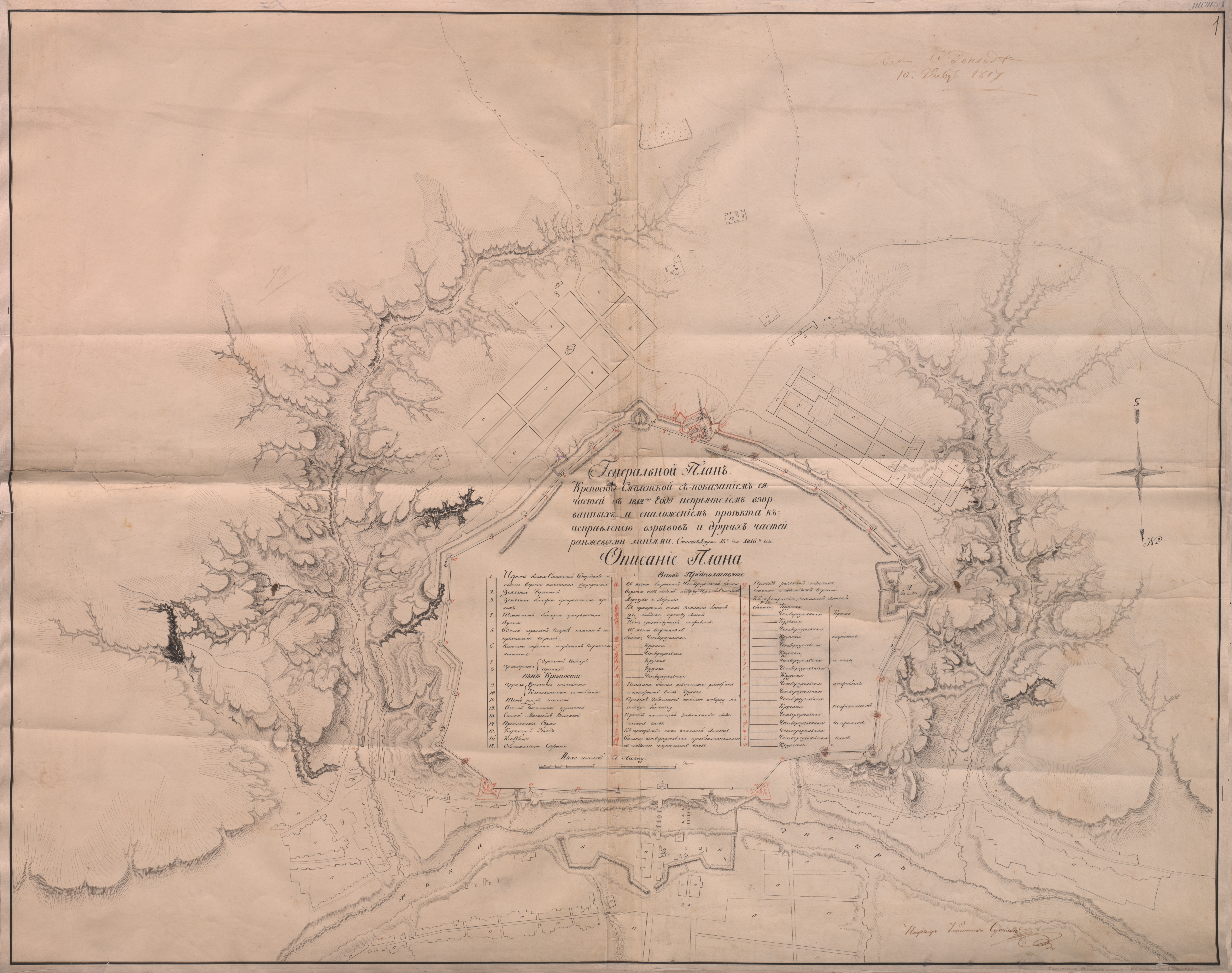
1816年8月15日にスサリン大尉が作成した「1812年に敵によって爆破された部分を示すスモレンスク要塞の全体図と、範囲線による爆破物などの修復計画」。

8月20日から22日にかけて、廃墟と化したスモレンスクから死体が取り除かれた。ナポレオンは前日のヴァルティナ山での戦闘（ヴァルティナ山の戦い）が遅れた罰として、この汚れ仕事ともいえる任務をヴェストファーレン王国の第8軍団に託した。
8月25日、ナポレオンは馬車でスモレンスクを出発した。ドロゴブージでは火災が発生し、ヴャジマは住民に見放されたうえにフランス軍の入城から2時間で同様にここでも火災が発生した。県北東部にはグジャーツク（Гжатск、現ガガーリン）という工業都市があったが、ここも荒廃していた。ここのみならず、両軍の大部隊が通過する地域全体が、あるところは住民によって、またあるところはフランス軍によって、荒れ果てていた。ロシア戦役はクラウゼヴィッツが漠然と述べた総力戦の様相を見せていた。

## 死傷者
バルクライはロシア側の犠牲者が4000人であったと主張し、ボグダノヴィッチは6,000人のオール・ド・コバ（hors de combat）を出したとしている。ドフトゥローフの第6軍団は戦闘前に16,800人の兵力を有していたが、戦闘終了時には戦闘可能人員が6,000人しかおらず、ロシアの1軍団だけで10,800人の死傷者を出したことになる。一方でオイゲン・フォン・ヴュルテンベルクの師団は1,300人を失っただけである。学者のボダルト（Gaston Bodart）は6,000人、チャンドラー（David Chandler）は12,000～14,000人と推定している。Alexander Mikaberidzeはスモレンスクで10,000人のロシア人が亡くなったと述べている。
ナポレオンは死者700人、負傷者3,100〜3,200人と発表した。ジョルジュ・ムートン（Georges Mouton）率いる第1軍団だけで6,000人を失ったという意見もあり、この推定には異論もある。チャンドラーやMikaberidze、ボダルトはフランス軍の損害を10,000とした。一方、ロシア人の著述家によれば、フランス軍の損失は2万にも上ると主張している。
モスクワにある救世主ハリストス大聖堂の「軍事的栄光の回廊」の第8の壁に刻まれた碑文には、「スモレンスクの戦いでロシア軍は2人の将軍を失い、4人が負傷し、6千人の下級兵士が戦闘不能になった」とある。6,000人の兵士の損失については、バルクライの伝えたところであり、特に大きな戦いのあった日である8月17日に、ロシア軍は4千人を失ったと書いている。信頼できる記述によれば、ロシア側の損失は約6,000人である（16日・17日の戦いのみの数）。この数字には、8月14日にクラスノイから撤退したネヴァロフスキー師団の兵士1,500人の損失は含まれていない。
一方フランス側が残した数多くの回顧録によると、各地から避難してきた多くのロシア人負傷者が、燃え盛るスモレンスクの市内で死亡したという。負傷したフランス人ですら、十分な包帯材を持っていなかったことを考えると、生存者は医療の道を奪われた。軍の主席医官ラリーは自軍の損失を死者1200人、負傷者6000人と推定したが、ボロジノでの損失に関する彼の情報は大幅に過小評価されたことが判明した。おそらく、スモレンスクでの損失についての評価も同様であろう。フランスの史料では、フランス側の損失は6000～7000人、ロシア側の損失は10000～12000人とされている。
ソ連時代の歴史家は、スモレンスクの戦いから翌月7日に発生したボロジノの戦いまでの大軍の規模を縮小したことに基づいて行ったクラウゼヴィッツの推定に基づき、フランス人の損失を2万人としている。ただクラウゼヴィッツの試算は、多大とされる行軍中のフランス軍の非戦闘員の損失を当然考慮していないため、非常に不正確なものとなっている。ナポレオン参謀本部の検査官ドゥニエ男爵は、ナポレオンの損失を12000人と見積もっている。

## 遺産
スモレンスクの戦いについてはワルシャワにある無名戦士の墓に「SMOLENSK 17 VIII 1812」と刻まれている。